# Mordekhay Vanunu
Mordekhay Vanunu (מרדכי ואנונו) (Marràqueix, 14 d'octubre de 1954) és un extècnic nuclear israelià que va divulgar que Israel posseeix armes nuclears. Quan Israel va saber-ho, Vanunu va ser raptat pel Mossad, jutjat en secret i sentenciat a 18 anys de presó. Va sortir en llibertat el 21 d'abril de 2004. Segons el Ministeri de la Defensa d'Israel, a Vanunu no se li permetrà sortir d'Israel durant un any després del seu alliberament, a causa d'«un perill tangible... que Vanunu desitgi divulgar secrets d'Estat, secrets que encara no ha divulgat i que no s'han publicat prèviament.» A més, no se li permet parlar ni reunir-se amb estrangers ni entrar en sales de xat d'Internet.
Vanunu és considerat per grups defensors dels drets humans com a presoner de consciència, i sovint és comparat amb el pacifista alemany Carl von Ossietzky. Ha estat nominat al Premi Nobel de la Pau en diverses ocasions.

## Història
Vanunu va néixer a Marràqueix, Marroc i va emigrar amb la seva família a Israel el 1963. Després de complir amb el seu servei militar en les Forces de Defensa d'Israel, va estudiar a la Universitat Ben-Gurion del Nègueb.
Entre 1976 i 1985, Vanunu va ser tècnic nuclear al Centre de Recerca Nuclear del Nègueb, una instal·lació israeliana ubicada al desert del Nègueb, al sud de Dimona, i que, segons la majoria dels experts en defensa, es fa servir per fabricar armes nuclears. Allà el va inquietar cada cop més el programa nuclear israelià, en el qual treballava. El 1985, va ser acomiadat de Dimona i va partir d'Israel. Va arribar al Nepal i va considerar convertir-se al budisme. El 1986 va viatjar a Sydney, Austràlia, on es va convertir al cristianisme, adoptant el nom de John Crossman. Llavors, mentre seguia a Sydney, es va reunir amb Peter Hounam, periodista de The Sunday Times.
El setembre de 1986, va volar a Londres amb Hounam i va revelar a The Sunday Times el seu coneixement del programa nuclear israelià, amb fotografies que havia fet en secret a l'emplaçament de Dimona. El 30 de setembre de 1986, una agent del Mossad, Cheryl Bentov, que operava amb el nom clau de Cindy, fent-se passar per turista nord-americana, va convèncer en Vanunu de volar a Roma amb ella de vacances. Ja a Roma, uns agents del Mossad el van segrestar i el van drogar per traslladar-lo a Israel en un vaixell de càrrega. Així va començar el que hauria de ser més d'una dècada d'aïllament en penals israelians.
Poc després del rapte, el 5 d'octubre, el Times va publicar la informació revelada per Vanunu i va calcular que Israel hauria produït més de 100 ogives nuclears. Vanunu llavors va ser jutjat a Israel per càrrecs de traïció i espionatge. El procés es va realitzar en secret, al Tribunal i Districte de Jerusalem, davant del jutge president Eliahu Noham i els jutges Tseví Tal i Xalom Brener, i a Vanunu se li va prohibir tot contacte amb els mitjans; no obstant això, el reu va aconseguir revelar a aquests la data i el lloc del seu segrest escrivint-se les dades al palmell de la mà, que després va oprimir contra la finestra d'una camioneta mentre el transportaven, perquè els periodistes que ho esperaven poguessin comptar amb la informació. Aquest acte va motivar posteriors canvis en els procediments israelians per al transport de presoners, a fi d'evitar fets similars en endavant.
El tribunal israelià el va sentenciar a 18 anys de presó. El Govern israelià el va mantenir en un aïllament gairebé total durant més d'11 anys, suposadament per temor que revelés més secrets nuclears israelians. Tanmateix, molts crítics al·leguen que Vanunu no té cap informació que representi una verdadera amenaça a la seguretat d'Israel, i que la veritable motivació del Govern israelià és el desig d'evitar-se vergonyes polítiques així com per als seus aliats, com els Estats Units. El Dr. Ray Kidder, científic nuclear estatunidenc, ha declarat sobre això:
«Amb base en aquesta investigació i la meva pròpia experiència personal, estic disposat a impugnar qualsevol asserció oficial que el Sr Vanunu posseeixi cap informació tècnica nuclear que encara no s'hagi revelat.»
La seva última apel·lació, davant del Tribunal Suprem d'Israel el 1990, no va tenir èxit. El Govern israelià va refusar publicar la transcripció del procés fins que, sota amenaça d'una demanda, finalment va accedir a permetre la publicació d'extractes censurats al Yediot Aharonot, un diari israelià, al final de 1999.
El Parlament Europeu ha condemnat el tracte que Israel va propinar en Vanunu i s'ha referit al segrest a les mans del Mossad com a violació flagrant de la sobirania italiana i el dret internacional.
Vanunu va rebre un doctorat honoris causa de la Universitat de Tromsø, Noruega, el 2001.
Vanunu i la història dels secrets nuclears d'Israel van ser el tema d'un programa de la BBC, Israel's Secret Weapon (L'arma secreta d'Israel). El programa de la sèrie Correspondent es va transmetre al canal 2 de la BBC al Regne Unit el 17 de març de 2003.
Vanunu guarda molta rancúnia per l'incident, ja que considera que revelar els secrets nuclears d'Israel li va costar 18 anys de la seva vida. Durant el seu tancament, va participar en petits actes de rebel·lió, com negar-se a parlar amb els guàrdies, llegir diaris només en anglès i veure exclusivament la televisora BBC. Fins i tot es va negar a prendre aliments que li servien perquè Israel no controlés una minúscula porció de la seva vida. «És la persona més nècia, amb més principis i més robust que jo hagi conegut mai», va declarar el seu advocat, Avigdor Feldman.
El 5 de febrer de 2004, Xabtay Xavit, exdirector del Mossad, va declarar davant de Reuters que el 1986 es va considerar l'opció de matar Vanunu, però que "els jueus no es porten així amb altres jueus".

## Llibertat restringida
En ser alliberat el 2004, Vanunu va afirmar no tenir més secrets i va indicar el seu desig de desvincular-se totalment d'Israel: es va negar a parlar en hebreu i va manifestar la seva voluntat de mudar-se als Estats Units, Escandinàvia, Irlanda o França (segons les diferents versions) quan el Govern israelià li ho permetés.
Les restriccions incloïen:
- Vanunu ha de registrar el seu lloc de residència en una ciutat Israeliana de la seva elecció.
- Haurà d'informar les autoritats si desitja traslladar-se a una altra ciutat d'Israel.
- Durant els següents 6 mesos no pot sortir d'Israel. Aquesta restricció pot ser renovada en vèncer el termini.
- No li està permès tenir contacte, ja sigui telefònic o personal, amb estrangers.
- No li està permès entrar a ambaixades, visitar llocs d'embarcament, ni apropar-se a menys de 500 metres de la frontera internacional.

Malgrat aquestes restriccions, durant aquest temps Vanunu ha estat donant entrevistes a la premsa internacional, incloent una entrevista telefònica en viu a la ràdio BBC d'Escòcia.
El 22 d'abril de 2004 Vanunu va sol·licitar al govern noruec un passaport i asil polític a Noruega per motius humanitaris, d'acord amb les agències de notícies noruegues.

## Arrest 2004
El dijous 11 de novembre de 2004, Vanunu va ser arrestat per la unitat d'investigacions internacionals de la policia israeliana, al voltant de les 9:00 mentre esmorzava. Prop de 20 comandos equipats amb armilles antibales i metralladores van traspassar l'emmurallat de l'església anglicana de l'Est de Jerusalem, on Vanunu ha residit des del seu alliberament. La policia va confiscar papers i un ordinador que es trobaven a la seva habitació.
L'arrest va ocórrer tres setmanes després que Vanunu declarés en una entrevista que Israel es trobava darrere de l'assassinat de John F. Kennedy.
D'acord amb un informe de la BBC, es diu que l'arrest de Vanunu va poder estar sincronitzat amb la mort de Yasser Arafat amb l'objectiu d'evitar cobertura mediàtica internacional.